# Zwierzewo
Zwierzewo (deutsch Thierberg) ist ein Ort in der polnischen Woiwodschaft Ermland-Masuren. Er gehört zur Gmina Ostróda (Landgemeinde Osterode in Ostprreußen) im Powiat Ostródzki (Kreis Osterode in Ostpreußen).

## Geographische Lage
Zwierzewo liegt 1 Kilometer westlich des (Großen) Schillingsees (polnisch Jezioro Szeląg Wielki) im Westen der Woiwodschaft Ermland-Masuren, sechs Kilometer östlich der Kreisstadt Ostróda (deutsch Osterode in Ostpreußen).

## Geschichte

### Ortsgeschichte
Thierberg wurde 1435 erstmals urkundlich erwähnt. Am 7. Mai 1874 wurde der Ort Amtsdorf und damit namensgebend für einen Amtsbezirk im Kreis Osterode in Ostpreußen, der bis 1945 bestand und zum Regierungsbezirk Königsberg, ab 1905: Regierungsbezirk Allenstein, in der preußischen Provinz Ostpreußen gehörte.
Im Jahre 1910 waren in Thierberg 815 Einwohner gemeldet. Ihre Zahl belief sich 1933 noch auf 619 und 1939 auf 571.
Mit dem gesamten südlichen Ostpreußen wurde Thierberg 1945 in Kriegsfolge an Polen überstellt. Das Dorf erhielt die polnische Namensform „Zwierzewo“ und ist heute eine Ortschaft mit Sitz eines Schulzenamts (polnisch Sołectwo) in der Landgemeinde Ostróda (Osterode i. Ostpr.) im Powiat Ostródzki (Kreis Osterode in Ostpreußen), bis 1998 der Woiwodschaft Olsztyn, seither der Woiwodschaft Ermland-Masuren mit Sitz in Olsztyn (Allenstein) zugehörig. Die Zahl der Einwohner belief sich im Jahre 2011 auf 851.

### Amtsbezirk Thierberg (1874–1945)
Zum Amtsbezirk Thierberg gehörten in der Zeit seines Bestehens die Orte:
| Deutscher Name            | Polnischer Name |
| ------------------------- | --------------- |
| Kahlbruch                 |                 |
| Klein Reußen              | Ruś Mała        |
| Thierberg                 | Zwierzewo       |
| Warglitten (bei Osterode) | Warlity Wielkie |

### Abbau Thierberg
Zur Gemeinde Thierberg gehörte bis 1945 auch der Abbau Thierberg. Die Ortsstelle ist bekannt als Fundort zahlreicher Gegenstände aus einem prähistorischen Gräberfeld. Nach 1945 wurde die Ortsstelle unter dem polnischen Namen Kolonia Zwierzewo verselbständigt und ist heute als Międzylesie eine Ortschaft innerhalb der Gmina Ostróda.

## Kirche
Bis 1945 war Thierberg kirchlich nach Osterode i. Ostpr. hin orientiert, gehörte evangelischerseits zur dortigen Landkirche in der Kirchenprovinz Ostpreußen der Kirche der Altpreußischen Union bzw. römisch-katholischerseits zur dortigen Pfarrkirche. Der Bezug zur Kreisstadt Ostróda besteht weiter, gehört diese jedoch jetzt zur Diözese Masuren der Evangelisch-Augsburgischen Kirche in Polen bzw. zum römisch-katholischen Erzbistum Ermland.

## Schule
In Thierberg gab es bereits 1886 eine Dorfschule. Sie wurde zweiklassig, bis 1945 dann dreiklassig geführt. Eine weitere Schule gab es in Abbau Thierberg.

## Verkehr
Zwierzewo ist über einen Landweg angebunden an den Nachbarort Lubajny (Lubainen), der auch Bahnstation an der Bahnstrecke Toruń–Tschernjachowsk ist. Außerdem führt von Warlity Wielkie (Warglitten bei Osterode) eine Straße nach Zwierzewo.